# Franz von Lodron
Franz von Lodron (ur. 1616 w Concesio, zm. 30 listopada 1652 w Trydencie) – austriacki duchowny rzymskokatolicki, w latach 1643-1652 Gurk.

## Życiorys
Franz von Lodron urodził się jako syn Hieronima von Lodron i jego żony Julii de Zanetti. W latach 1635–1640 studiował na Collegium Germanicum. 30 września 1643 został mianowany następcą swego brata na urzędzie biskupa Gurk. 6 marca 1644 został wyświęcony na biskupa w Salzburgu. W 1652 roku biskup Lodron odwiedzał swojego ojca w Concesio. W drodze do domu zmarł w Trydencie. Jego ciało zostało przetransportowane do Concesio i pochowano obok ciała brata w rodzinnej krypcie. Jego wola pochowania w kościele Loretto w Strasburgu nie została spełniona.